# Spacerock
Spacerock is een muziekstijl die eind jaren 60, begin jaren 70 ontstond uit de genres progressieve rock en psychedelische rock, waarbij vooral Hawkwind en het vroege Pink Floyd als typisch voorbeeld worden genoemd.
De songteksten laten de doorsnee structuur (van couplet – refrein – couplet) los en hebben vaker een vrije versvorm. De muziek is vaak gebaseerd op jamsessies en ontwikkelt zich veelal vanuit een basisidee van de muzikanten.

## Bands en artiesten
- Amon Düül
- Gong
- Hawkwind
- Hidria Spacefolk
- Ozric Tentacles
- Pink Floyd
- Quantum Fantay
- Spirits Burning
- Star One
- Spacemen 3
- Spiritualized
- Angels & Airwaves

Enkele Duitse groepen maakten begin jaren 70 op een gelijksoortige manier muziek die een tijdloze sfeer opriep, maar zij maakten nog meer gebruik van synthesizers en experimenteerden meer. Enkele van deze artiesten zijn Amon Düül II, Tangerine Dream, Ash Ra Tempel, Klaus Schulze; zij worden over het algemeen onder de ruime noemer krautrock geplaatst.